# Twierdzenia Mertensa
Twierdzenia Mertensa – twierdzenia dotyczące gęstości liczb pierwszych udowodnione w 1874 przez Franciszka Mertensa.

## Sformułowanie
We współczesnej notacji wykorzystującej symbol Landaua twierdzenia Mertensa mogą być zapisane w postaci:
- {\displaystyle \sum _{p\leqslant x}{\frac {\log {p}}{p}}=\log {x}+O(1).}
- {\displaystyle \sum _{p\leqslant x}{\frac {1}{p}}=\log {\log {x}}+M+O({\frac {1}{\log {x}}}),}

gdzie {\displaystyle M} jest stałą Meissela-Mertensa.
- {\displaystyle \lim _{x\to \infty }\log {x}\prod _{p\leqslant x}(1-{\frac {1}{p}})=e^{-\gamma },}

gdzie {\displaystyle \gamma } jest stałą Eulera-Mascheroniego.

## Zmiany znaku
Guy Robin udowodnił w 1983, że funkcje {\displaystyle \sum _{p\leqslant x}{\frac {1}{p}}-\log {\log {x}}-M} oraz {\displaystyle \log {x}\prod _{p\leqslant x}(1-{\frac {1}{p}})-e^{-\gamma }} (związane z drugim i trzecim twierdzeniem Mertensa) zmieniają znak nieskończenie wiele razy.